# Paranaiguara
| \| Paranaiguara \|                       |
| Lage der Ortschaft Paranaiguara in Goiás |
| Paranaiguara                             |

| Paranaiguara |

Paranaiguara ist eine brasilianische politische Gemeinde im Bundesstaat Goiás in der Mesoregion Süd-Goiás und in der Mikroregion Quirinópolis. Sie liegt südwestlich der brasilianischen Hauptstadt Brasília und von Goiânia, der Hauptstadt des Bundesstaates. Paranaiguara liegt im extremen Südwesten von Goiás auf einer Hochebene mit 479 m ü. NN mit einer flachen Topografie.

## Lage
Paranaiguara grenzt
- im Norden an Quirinópolis mit dem Rio Alegre als Grenzfluss
- im Osten über den Stausee São Simão des Flusses Rio Paranaíba an Santa Vitória (MG)
- im Südosten an São Simão
- im Südwesten an Caçu mit dem Rio Claro als Grenzfluss
- im Nordwesten an Cachoeira Alto